# Aquila (állatnem)
Az Aquila a madarak (Aves) osztályának a vágómadár-alakúak (Accipitriformes) rendjébe, ezen belül a vágómadárfélék (Accipitridae) családjába tartozó nem.

## Rendszerezésük
A nemet Mathurin Jacques Brisson francia zoológus írta le 1760-ban, az alábbi fajok tartozik ide:
- pusztai sas (Aquila nipalensis)
- szavannasas (Aquila rapax)
- ibériai sas (Aquila adalberti)
- parlagi sas (Aquila heliaca)
- szirti sas (Aquila chrysaetos)
- pápua sas (Aquila gurneyi)
- ékfarkú sas (Aquila audax)
- kaffersas (Aquila verreauxi)
- héjasas (Aquila fasciata)
- afrikai héjasas (Aquila spilogaster)
- kongói héjasas (Aquila africana)
- indiai békászósas (Aquila hastata[2] vagy Clanga hastata)[1]
- békászó sas (Aquila pomarina[2] vagy Clanga pomarina)[1]
- fekete sas (Aquila clanga[2] vagy Clanga clanga)[1]